# 梶浦逸外
梶浦 逸外（かじうら いつがい、1896年7月10日－1981年2月10日）は、臨済宗の僧侶。
愛知県出身。臨済宗大学(現花園大学)卒。法諱は宗実。室号は霧隠軒、正眼寺関栖後は梅熟軒と号す。俗性は梶浦。
臨済学院専門学校校長、1944年岐阜県正眼寺住職、69年妙心寺派管長。正眼短期大学を創立。禅の海外普及に努めた。世寿八十六。

## 著書
- 『誠 満蒙支犒軍慰霊の旅』選仏寺尚志寮　1939
- 『道場』市原商店　1940
- 『和 中支その他犒軍慰霊の旅』選仏寺尚志寮　1940
- 『大雄山選仏寺誌』選仏寺　1947
- 『精進料理の極意』大法輪閣　1960
- 『体験と人生』雄渾社　1972　現代人生論法話
- 『悲母観音』実業之日本社　1972　のち浪速社
- 『報恩謝徳』正眼寺短期大学出版局　1972
- 『耐える 人間にとって真に必要なもの』日新報道　1974
- 『精進料理口伝』大法輪閣　1975
- 『古寺巡礼京都 10　妙心寺』安東次男共著 淡交社　1977
- 『待つことを知るものは勝つ』読売新聞社　1978
- 『わが体験の人生 生きるための禅』雄渾社　1986　雄渾選書

## 参考
- デジタル版日本人名事典: